# Sluipwijk
Sluipwijk est un village de la commune néerlandaise de Bodegraven-Reeuwijk, dans la province de la Hollande-Méridionale. Le 1er janvier 2007, le village comptait 360 habitants.
Le village est situé sur une digue au milieu des lacs des Reeuwijkse Plassen.

## Histoire
Sluipwijk a été une commune indépendante jusqu'au 1er juillet 1870, date de son rattachement à Reeuwijk.